# Hordeum
Hordeum L., 1753 è un genere di piante angiosperme monocotiledoni appartenente alla famiglia delle Poacee (o Gramineae, nom. cons.).
Il genere comprende una trentina di specie di erbe annuali e perenni, diffuse allo stato spontaneo in tutto l'emisfero boreale e inoltre in Sudamerica e in Sudafrica. Una specie, Hordeum vulgare, l'orzo in senso stretto, è largamente coltivato nelle regioni a clima temperato.

## Etimologia
Il nome del genere è un antico nome romano dell'orzo la cui etimologia è incerta. Tale denominazione nella botanica moderna è stata introdotta alcuni anni prima di Linneo dal botanico francese Joseph Pitton de Tournefort (Aix-en-Provence, 5 giugno 1656 – Parigi, 28 dicembre 1708).
Il nome scientifico è stato definito da Linneo (1707 – 1778), biologo svedese considerato il padre della moderna classificazione scientifica degli organismi viventi, nella pubblicazione "Species Plantarum" (Sp. Pl. 1: 84 - 1753) del 1753.

## Descrizione

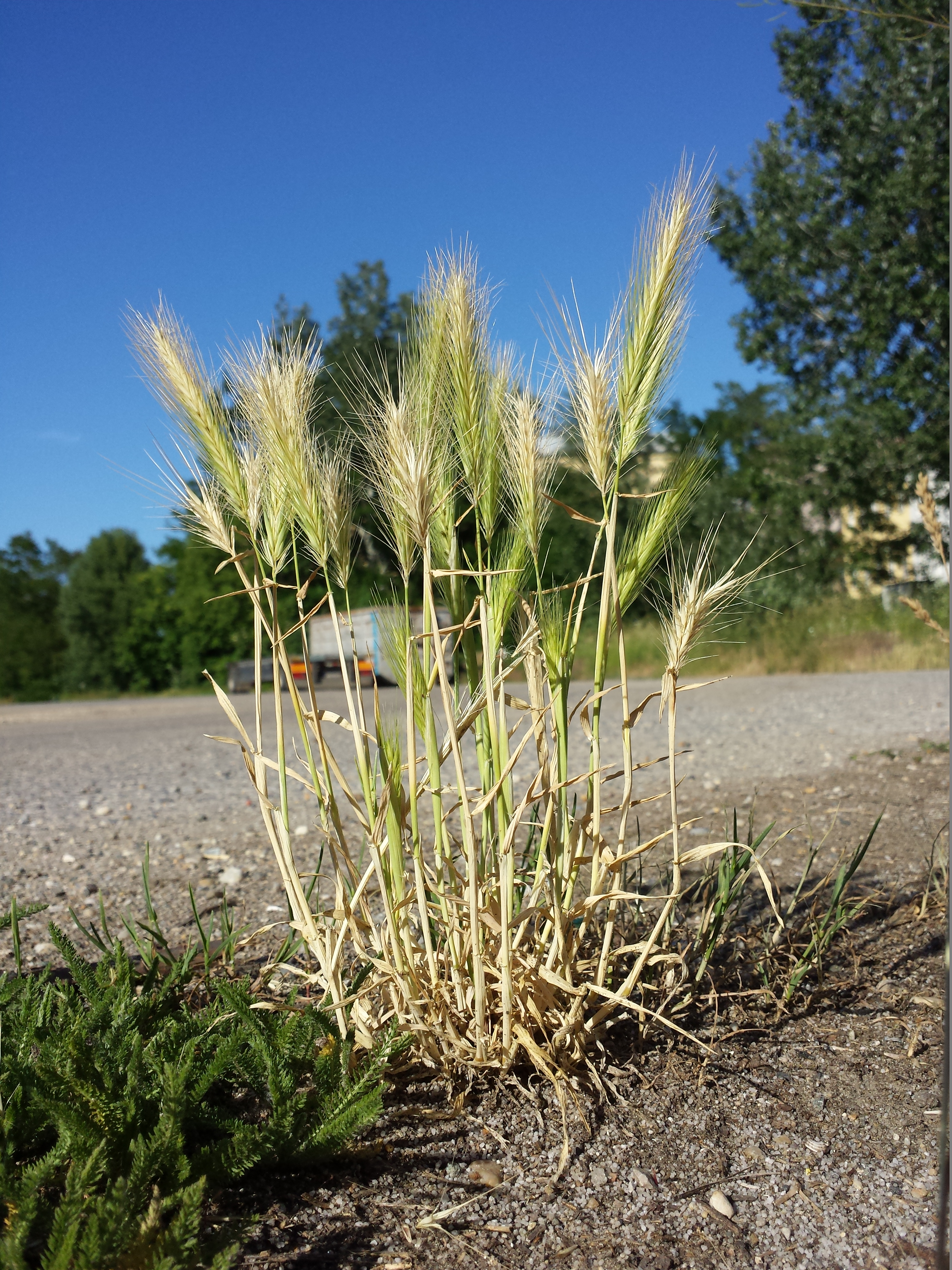
Il portamento
Hordeum murinum

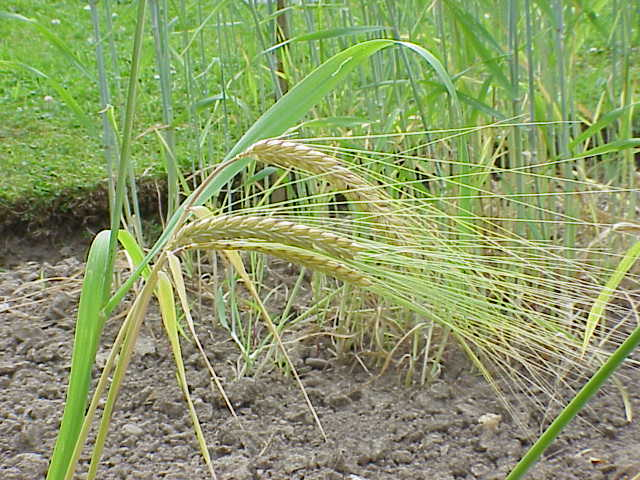
Le foglie
Hordeum distichon

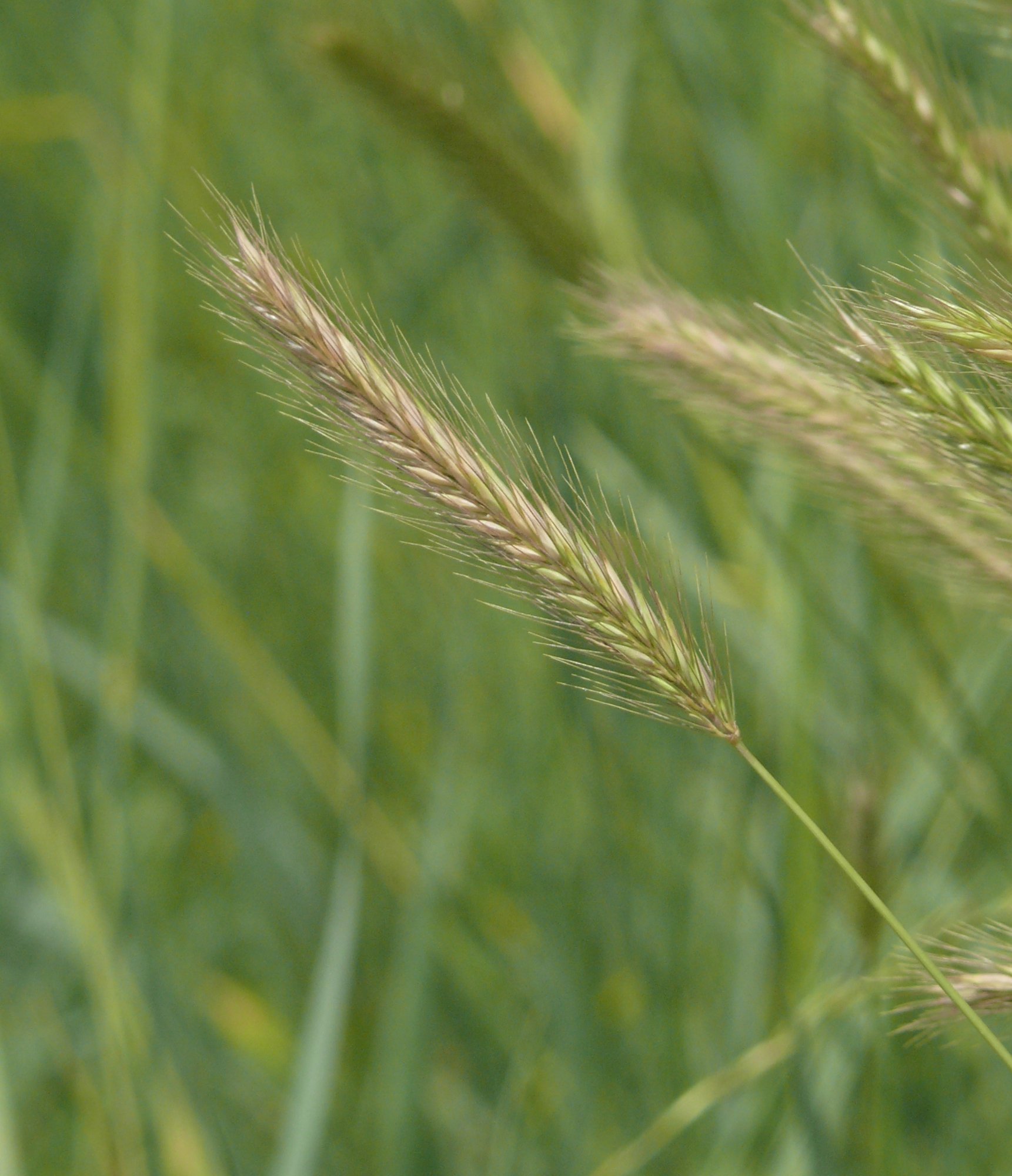
Infiorescenza
Hordeum secalinum

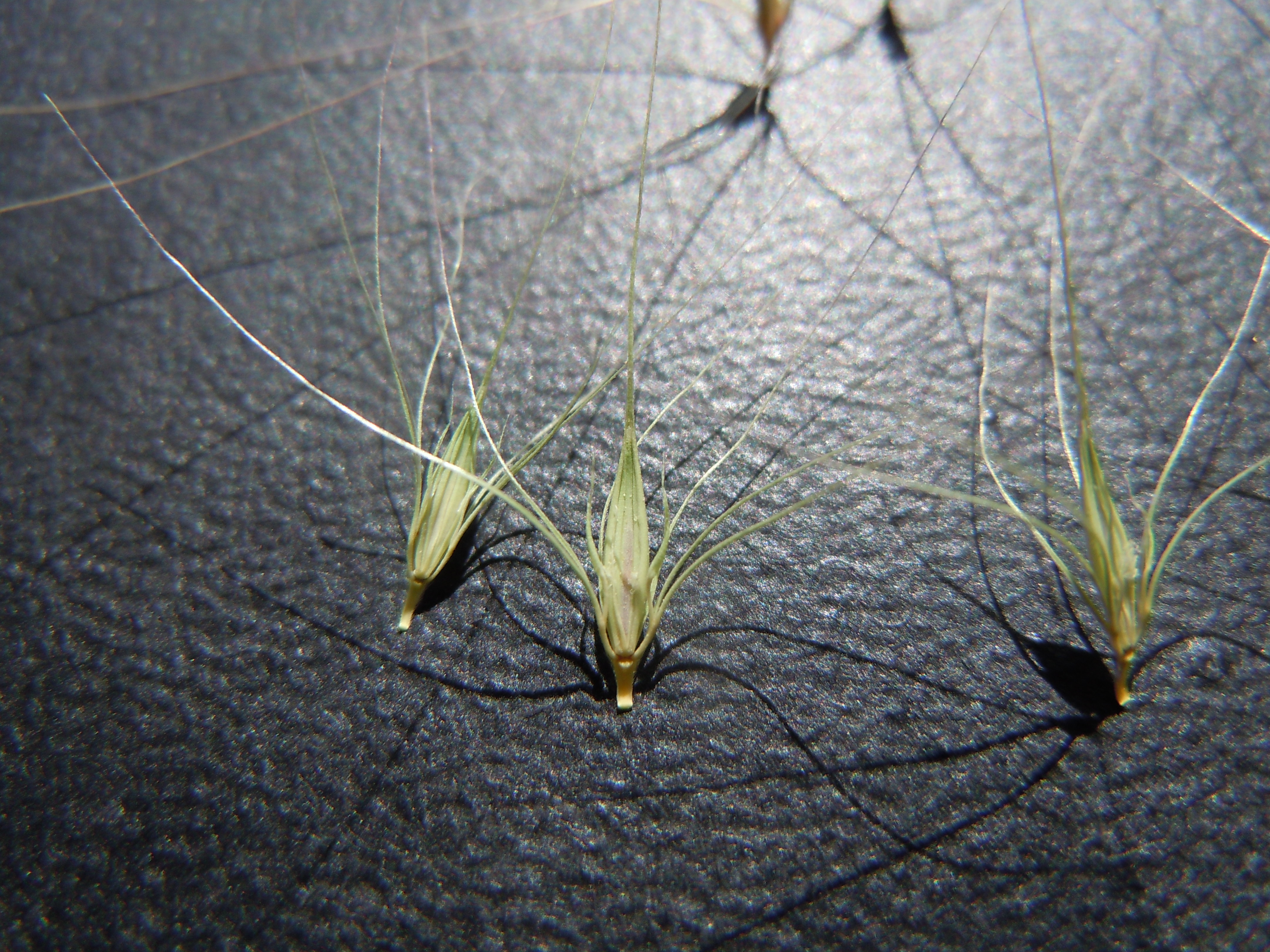
I fiori
Hordeum jubatum

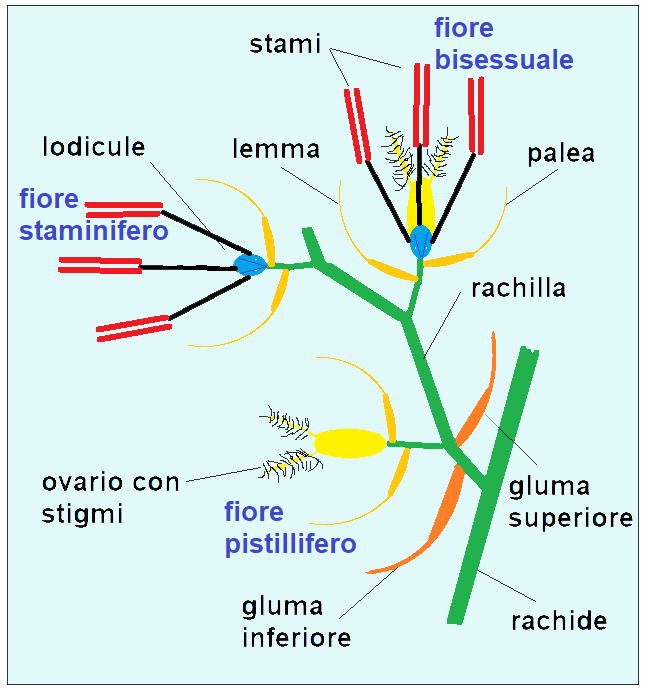
Spighetta generica con tre fiori diversi

Queste piante arrivano ad una altezza di 15 dm e oltre. Sono piante cespitose o rizomatose (raramente). La forma biologica è terofita scaposa (T scap), ossia in generale sono piante erbacee che differiscono dalle altre forme biologiche poiché, essendo annuali, superano la stagione avversa sotto forma di seme e sono munite di asse fiorale eretto e spesso privo di foglie. Altra forma biologica è emicriptofita cespitosa (H caesp), piante erbacee, bienni o perenni, con gemme svernanti al livello del suolo e protette dalla lettiera o dalla neve e presentano ciuffi fitti di foglie che si dipartono dal suolo.

### Radici
Le radici sono fascicolate (avventizie oppure no).

### Fusto
La parte aerea consiste in un culmo poco resistente. I fusti, con 5 o 6 nodi, sono eretti o ginocchiati alla base; la superficie è liscia e glabra.

### Foglie
Le foglie lungo il culmo sono disposte in modo alterno, sono distiche e si originano dai vari nodi. Sono composte da una guaina, una ligula e una lamina. Le venature sono parallelinervie. Non sono presenti i pseudopiccioli e, nell'epidermide delle foglie, le papille. 
- Guaina: la guaina è abbracciante il fusto ed è divisa quasi dalla base; sono presenti (oppure no) dei padiglioni auricolari.
- Ligula: la ligula, in genere con apice troncato e membranosa, è subnulla; i bordi sono dentellati (denti triangolari).
- Lamina: la lamina, a consistenza rigida e superficie ruvida, ha delle forme lineari-lanceolate non molto lunghe e può essere convoluta; l'apice è acuminato con punte indurite.

### Infiorescenza
Infiorescenza principale (sinfiorescenza o semplicemente spiga): le infiorescenze, di tipo racemoso terminale (un racemo per infiorescenza), hanno la forma di una spiga eretta e densa formata da diverse spighette. Le infiorescenze sono nude, ossia prive di brattee avvolgenti. Le spighette sono strettamente embricate, disposte su due serie. La spiga è appiattita e con delle reste più o meno parallele (o divaricate a ventaglio); quelle centrali sono fertili e sessili, le laterali sono sterili e pedicellate. La fillotassi dell'inflorescenza inizialmente è a due livelli (o a due ranghi), anche se le successive ramificazioni la fa apparire a spirale. 

### Spighetta
Infiorescenza secondaria (o spighetta): le spighette, compresse lateralmente con forme da ellittiche a oblunghe, sottese da due brattee distiche e strettamente sovrapposte chiamate glume (inferiore e superiore), sono formate da un fiore. Alla base di ogni fiore sono presenti due brattee: la palea e il lemma. La disarticolazione avviene con la rottura della rachilla sotto ogni fiore fertile; oppure può cadere l'intera spighetta. L'estensione della rachilla è generalmente presente sulla spighetta centrale.
- Glume: le glume, persistenti, sono subuguali, con forme oblanceolate-bilobe; sono carenate ed hanno 5 - 7 nervature longitudinali.
- Palea: la palea è un profillo lanceolato con alcune venature e margini cigliati.
- Lemma: il lemma ha una forma lanceolata mutica, ottusa o biloba con resta.

### Fiore
I fiori fertili sono attinomorfi formati da 3 verticilli: perianzio ridotto, androceo e gineceo.
- Formula fiorale:[7]

*, P 2, A (1-)3(-6), G (2–3) supero, cariosside.
- Il perianzio è ridotto e formato da due lodicule, delle squame traslucide, poco visibili (forse relitto di un verticillo di 3 sepali). Le lodicule sono membranose e non vascolarizzate.
- L'androceo è composto da 3 stami ognuno con un breve filamento libero, una antera sagittata e due teche. Le antere (lunghe 3,5 – 7 mm) sono basifisse con deiscenza da una fessura laterale longitudinale. Il polline è monoporato.
- Il gineceo è composto da 3-(2) carpelli connati formanti un ovario supero. L'ovario, pubescente all'apice, ha un solo loculo con un solo ovulo subapicale (o quasi basale). L'ovulo è anfitropo e semianatropo e tenuinucellato o crassinucellato. Lo stilo, che si origina dal lato abassiale dell'ovario, è breve con due stigmi papillosi e distinti.

### Frutti
I frutti sono dei cariossidi, ossia sono dei piccoli chicchi indeiscenti avvolti dalle glume, con forme da ovate a oblunghe, nei quali il pericarpo è formato da una sottile parete che circonda il singolo seme. In particolare il pericarpo è fuso al seme ed è aderente. L'endocarpo non è indurito e l'ilo è lungo e lineare. L'embrione è provvisto di epiblasto; ha inoltre un solo cotiledone altamente modificato (scutello senza fessura) in posizione laterale. I margini embrionali della foglia non si sovrappongono. L'endosperma è farinoso. Dimensione del cariosside: 4 x 10 mm.

## Biologia
Come gran parte delle Poaceae, le specie di questo genere si riproducono per impollinazione anemogama. Gli stigmi più o meno piumosi sono una caratteristica importante per catturare meglio il polline aereo.
La dispersione dei semi avviene inizialmente a opera del vento (dispersione anemocora) e una volta giunti a terra grazie all'azione di insetti come le formiche (mirmecoria). In particolare i frutti di queste erbe possono sopravvivere al passaggio attraverso le budella dei mammiferi e possono essere trovati a germogliare nello sterco.

## Distribuzione e habitat
La distribuzione delle specie del genere è relativa alle regioni temperate e subtropicali dell'Eurasia, dell'America settentrionale e meridionale, dell'Africa. Altrove è un genere introdotto.

### Specie della zona alpina
Delle 6 specie di Hordeum della flora italiana 4 vivono sull'arco alpino. La tabella seguente mette in evidenza alcuni dati relativi all'habitat, al substrato e alla distribuzione delle specie alpine.
| Specie | Comunità vegetali | Piani vegetazionali | Substrato | pH     | Livello trofico | H2O   | Ambiente | Zona alpina         |
| --- | ----------------- | ------------------- | --------- | ------ | --------------- | ----- | -------- | ------------------- |
| Hordeum jubatum | 2                 | montano collinare   | Ca - Si   | neutro | medio           | secco | B2       | BZ BL               |
| Hordeum murinum | 2                 | montano collinare   | Ca - Si   | neutro | alto            | secco | B2       | tutto l'arco alpino |
| Hordeum secalinum | 11                | montano collinare   | Ca - Si   | neutro | alto            | medio | B2 F3    | tutto l'arco alpino |
| Hordeum vulgare |                   | montano collinare   | Ca - Si   | neutro | alto            | medio | B1 B9    | tutto l'arco alpino |
| Hordeum vulgare distichon |                   | montano collinare   | Ca - Si   | neutro | alto            | medio | B1 B9    | tutto l'arco alpino |
| Legenda e note alla tabella. Substrato: con “Ca/Si” si intendono rocce di carattere intermedio (calcari silicei e simili). Zona alpina: vengono prese in considerazione solo le zone alpine del territorio italiano (sono indicate le sigle delle province). Comunità vegetali: 2 = comunità terofitiche pioniere nitrofile; 11 = comunità delle macro- e megaforbie terrestri. Ambienti: B1 = campi, colture e incolti; B2 = ambienti ruderali, scarpate; B9 = coltivi umani; F3 = prati e pascoli mesofili e igrofili. |                   |                     |           |        |                 |       |          |                     |

## Storia
Hordeum vulgare (la specie più importante di questo genere) fu addomesticata nella Mezzaluna fertile circa 8.500 anni fa, con un possibile secondo centro di addomesticamento nei Monti Zagros nell'attuale Iran.

## Tassonomia
La famiglia delle Poacee comprende circa 800 generi e oltre 9.000 specie. È una delle famiglie più numerose e più importanti del gruppo delle monocotiledoni. La famiglia è suddivisa in 12 sottofamiglie, il genere Hordeum fa parte della sottofamiglia Pooideae, tribù Hordeeae.

### Specie
Il genere comprende le seguenti specie (per le specie europee è indicata la distribuzione; il nome comune per quelle della flora spontanea italiana):
- Hordeum aegiceras Nees ex Royle, 1840
- Hordeum arizonicum Covas, 1949
- Hordeum bogdanii Wilensky, 1918 - Distribuzione: Russia
- Hordeum brachyantherum Nevski, 1936 - Distribuzione: Islanda
- Hordeum brachyatherum Phil., 1896
- Hordeum brevisubulatum (Trin.) Link, 1844 - Distribuzione: Russia, Transcaucasia e Anatolia
- Hordeum bulbosum L., 1756 (Orzo bulboso) - Distribuzione: Europa mediterranea, Transcaucasia, Anatolia, Asia mediterranea e Africa mediterranea
- Hordeum californicum Covas & Stebbins, 1949
- Hordeum capense Thunb., 1794
- Hordeum chilense Roem. & Schult., 1817
- Hordeum comosum J.Presl, 1830
- Hordeum cordobense Bothmer, N.Jacobsen & Nicora, 1980
- Hordeum depressum (Scribn. & J.G.Sm.) Rydb., 1909
- Hordeum erectifolium Bothmer, N.Jacobsen & R.B.Jørg., 1985
- Hordeum euclaston Steud., 1854
- Hordeum flexuosum Nees ex Steud, 1854.
- Hordeum fuegianum Bothmer, N.Jacobsen & R.B.Jørg., 1986
- Hordeum guatemalense Bothmer, N.Jacobsen & R.B.Jørg., 1985
- Hordeum halophilum Griseb., 1874
- Hordeum jubatum L., 1753 (Orzo a criniera)
- Hordeum × jungblutii Reichling
- Hordeum lechleri (Steud.) Schenck, 1907
- Hordeum marinum Huds., 1778 (Orzo marittimo) - Distribuzione: Europa completa, Transcaucasia, Anatolia, Asia mediterranea e Africa mediterranea
- Hordeum murinum L., 1753 (Orzo murino o orzo selvatico)
- Hordeum muticum J.Presl, 1830
- Hordeum parodii Covas, 1951
- Hordeum patagonicum (Hauman) Covas, 1953
- Hordeum × pavisii Préaub., 1909
- Hordeum procerum Nevski, 1941
- Hordeum pubiflorum Hook.f., 1847
- Hordeum pusillum Nutt., 1818 - Distribuzione: Russia
- Hordeum roshevitzii Bowden, 1965
- Hordeum secalinum Schreb., 1771 (Orzo perenne o segale selvatica) - Distribuzione: Europa occidentale, Grecia, Transcaucasia e Magreb
- Hordeum stenostachys Godr., 1853
- Hordeum tetraploidum Covas, 1953
- Hordeum vulgare L., 1753 (Orzo o orzo coltivato) - Distribuzione: Europa completa, Transcaucasia, Anatolia, Asia mediterranea e Africa mediterranea
  - Hordeum vulgare subsp. vulgare
  - Hordeum vulgare subsp. distichon (L.) Körn. (Orzo distico o orzo francese)
  - Hordeum vulgare subsp. spontaneum (K.Koch) Asch. & Graebn. (Orzo selvatico)

### Specie della flora italiana
Per meglio comprendere ed individuare le varie specie del genere (solamente per le specie spontanee della flora italiana) l’elenco seguente utilizza in parte il sistema delle chiavi analitiche (vengono cioè indicate solamente quelle caratteristiche utili a distingue una specie dall'altra).
- Gruppo 1A: il ciclo biologico delle piante è perenne;

- Gruppo 2A: la base del culmo è rigonfiata simile ad un bulbo; le spighette sono riunite a 3 (le due laterali hanno il lemma nutico; il lemma di quella centrale è lungamente aristato);

- Hordeum bulbosum L. - Orzo bulboso: le piante arrivano ad una altezza di 6 - 15 dm; il ciclo biologico è perenne; la forma biologica è emicriptofita cespitosa (H caesp); il tipo corologico è Paleo - Subtropicale; gli habitat tipici sono gli incolti, i bordi delle vie e i prati aridi; in Italia è una specie comune e la distribuzione sul territorio italiano è relativa soprattutto al Centro e al Sud fino ad una altitudine di 1.400 m s.l.m..

- Gruppo 2B: la base del culmo non è bulbosa; tutte le tre spighette hanno il lemma lungamente aristato;

- Hordeum secalinum Schreb. - Orzo pratense: le reste sono lunghe 8 - 13 mm; le piante arrivano ad una altezza di 4 - 7 dm; il ciclo biologico è perenne; la forma biologica è emicriptofita cespitosa (H caesp); il tipo corologico è Euri-Mediterraneo Occidentale (Subatlantico); gli habitat tipici sono i prati umidi e torbosi; in Italia è una specie rara e la distribuzione sul territorio italiano è più o meno totale fino ad una altitudine di 1.200 m s.l.m..
- Hordeum jubatum L. - Orzo a criniera: le reste, con portamento patente, sono lunghe 40 - 60 mm; le piante arrivano ad una altezza di 4 - 7 dm; il ciclo biologico è perenne; la forma biologica è emicriptofita cespitosa (H caesp); il tipo corologico è Est Asiatico / Nord Americano; in Italia è una specie avventizia (esotica naturalizzata).

- Gruppo 1B: il ciclo biologico delle piante è annuo;

- Gruppo 3A: le piante sono selvatiche e sono alte da 1 a 5 dm;

- Gruppo 4A: le spighette sono lunghe 2 cm (comprese le reste); le glume sono prive di ciglia;

- Hordeum marinum Huds. - Orzo marittimo od orzo marino: le piante arrivano ad una altezza di 5 - 30 cm; il ciclo biologico è annuo; la forma biologica è terofita scaposa (T scap); il tipo corologico è Euri-Mediterraneo Occidentale (Subatlantico); gli habitat tipici sono i terreni subsalsi; in Italia è una specie comune e la distribuzione sul territorio italiano è più o meno totale fino ad una altitudine di 600 m s.l.m..

- Gruppo 4B: le spighette sono lunghe 3 - 4 cm (comprese le reste); le glume della spighetta mediana sono cigliate;

- Hordeum murinum L. - Orzo selvatico: le piante arrivano ad una altezza di 3 - 5 dm; il ciclo biologico è annuo; la forma biologica è terofita scaposa (T scap); il tipo corologico è Circumboreale; gli habitat tipici sono gli incolti, i terreni abbandonati lungo le vie e i muri; in Italia è una specie comune su tutto il territorio italiano fino ad una altitudine di 1.600 m s.l.m..

- Gruppo 3B: le piante sono coltivate come cereali (Orzo) e sono alte da 5 - 15 dm;

- Hordeum vulgare L. - Orzo selvatico: la spighetta centrale e quelle laterali sono fertili (la spiga in sezione appare quadrangolare-circolare); il ciclo biologico è annuo; la forma biologica è terofita scaposa (T scap).
- Hordeum vulgare subsp. distichon (L.) Körn. - Orzo francese: la spighetta centrale è fertile, quelle laterali sono sterili (i cariossidi sono disposti su due file e formano una spiga appiattita); il ciclo biologico è annuo; la forma biologica è terofita scaposa (T scap).

### Filogenesi
Il genere Hordeum fa parte della tribù Hordeeae (supertribù Triticodae T.D. Macfarl. & L. Watson, 1982). La supertribù Triticodae comprende tre tribù: Littledaleeae, Bromeae e Hordeeae. All'interno della supertribù, la tribù Hordeeae forma un "gruppo fratello" con la tribù Bromeae.
Nell'ambito della tribù Hordeeae il genere Hordeum (secondo alcuni studi) occupa una posizione "basale" dopo il genere Psathyrostachys e risulta formare un "gruppo fratello" con il genere Pseudoroegneia.
Il genere Hordeum comprende piante poliploidi (ma anche diploidi) con i genomi designati "H, I, X, e Y". Inoltre questo genere è stato soggetto ad una "evoluzione reticolata" per fenomeni di ibridazione, o per il trasferimento orizzontale di geni ma anche per l’endosimbiosi.
Il genere Hordeum è suddiviso nei seguenti sottogeneri, sezioni e serie (qui sono indicate solamente le specie italiane):
| Sottogenere                       | Sezione                          | Serie                            | Ploidia     | Specie italiane (o areale)      |
| --------------------------------- | -------------------------------- | -------------------------------- | ----------- | ------------------------------- |
| Subgenus Hordeum                  | Section Hordeum                  |                                  | 2x e 4x     | H. vulgare - H. bulbosum        |
| Subgenus Hordeum                  | Section Trichostachys Dum.       |                                  | 2x, 4x e 6x | H. murimum                      |
| Subgenus Hordeastrum (Doell) Rouy | Section Marina (Nevsky) Jaaska   |                                  | 2x e 4x     | H. marinum                      |
| Subgenus Hordeastrum (Doell) Rouy | Section Stenostachys Nevski      | Series Sibirica Nevski           | 2x, 4x e 6x | (Asia)                          |
| Subgenus Hordeastrum (Doell) Rouy | Section Stenostachys Nevski      | Series Critesion (Raf.) Blattner | 2x          | (America)                       |
| Subgenus Hordeastrum (Doell) Rouy | Section Stenostachys Nevski      | Interserial allopolyploids       | 4x e 6x     | H. jubatum (America)            |
| Subgenus Hordeastrum (Doell) Rouy | Section Nodosa (Nevsky) Blattner |                                  | 4x e 6x     | H. secalinum (America e Africa) |

Sono state calcolate anche le età dei vari cladi di Hordeum: il genere ha incominciato ad evolversi circa 9,23 milioni di anni fa. Circa un milione di anni dopo il primo gruppo a separasi è stato quello del Subgenus Hordeum (H. murinum, H. vulgare e H. bulbosum). Dopo altri quattro milioni di anni il Subgenus Hordeastrum (H. marinum). Attorno a un milione di anni fa si sono diversificate il resto delle specie.
I numeri cromosomici delle specie di questo gruppo sono: 2n = 14, 28 e 42 (la base è 7).
Il cladogramma seguente, tratto dallo studio citato, mostra l'attuale conoscenza filogenetica del genere.
| xxxSubg._Stenostachysxxx | \| \| Ser. Critesion \| \| \| \| \| \| Ser. Sibirica \| \| \| \| |
|                          | \| \| Ser. Critesion \| \| \| \| \| \| Ser. Sibirica \| \| \| \| |
|                          | Sect. Marina                                                     |
|                          |                                                                  |
|                          | Ser. Critesion                                                   |
|                          |                                                                  |
|                          | Ser. Sibirica                                                    |
|                          |                                                                  |

|  | Ser. Critesion |
|  |                |
|  | Ser. Sibirica  |
|  |                |

|  | Sect. Hordeum       |
|  |                     |
|  | Sect. Trichostachys |
|  |                     |

| xxxSubg._Stenostachysxxx | \| \| Ser. Critesion \| \| \| \| \| \| Ser. Sibirica \| \| \| \| |
|                          | \| \| Ser. Critesion \| \| \| \| \| \| Ser. Sibirica \| \| \| \| |
|                          | Sect. Marina                                                     |
|                          |                                                                  |
|                          | Ser. Critesion                                                   |
|                          |                                                                  |
|                          | Ser. Sibirica                                                    |
|                          |                                                                  |

|  | Ser. Critesion |
|  |                |
|  | Ser. Sibirica  |
|  |                |

|  | Sect. Hordeum       |
|  |                     |
|  | Sect. Trichostachys |
|  |                     |

## Alcune specie

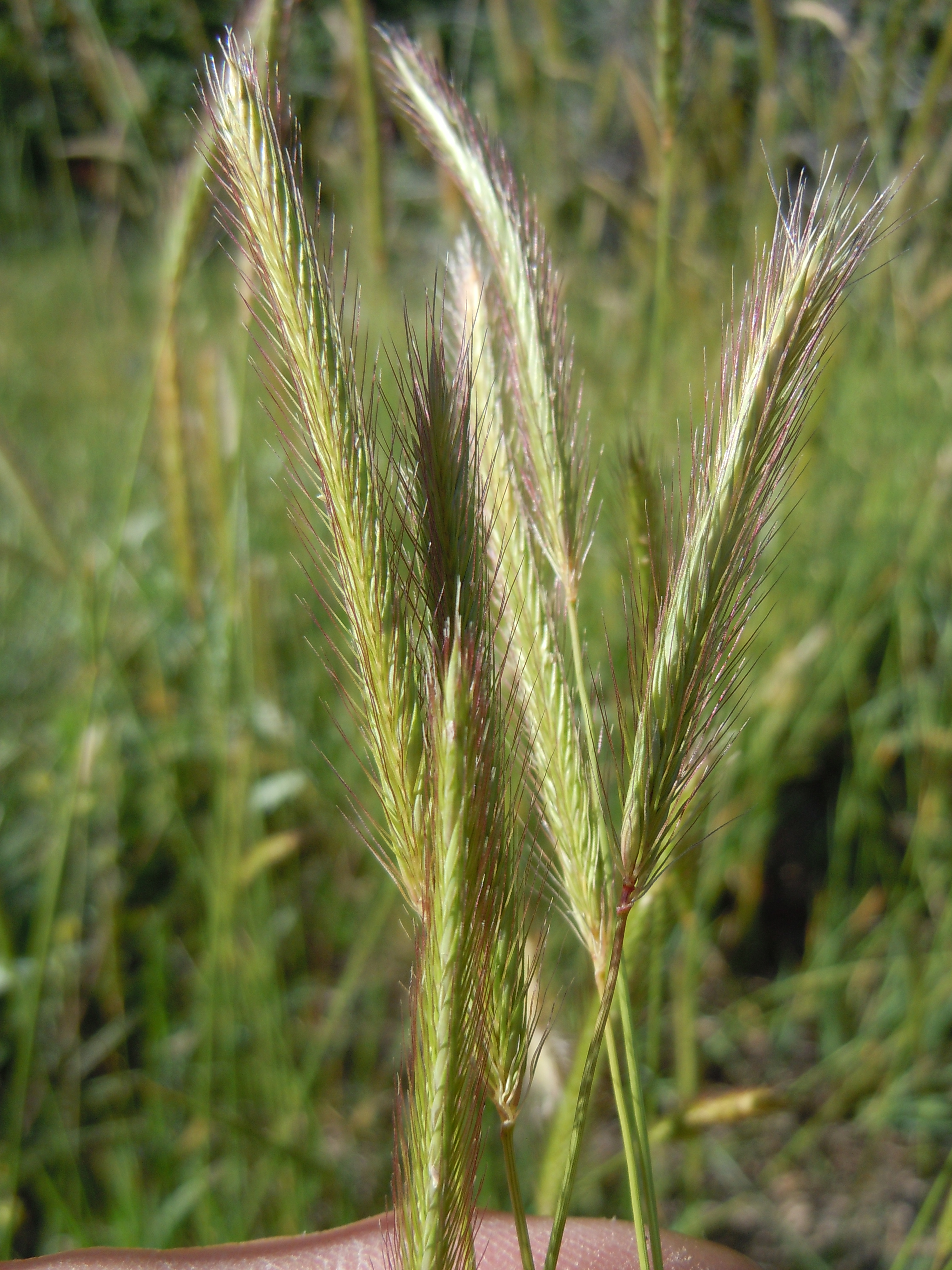
Hordeum brachyantherum
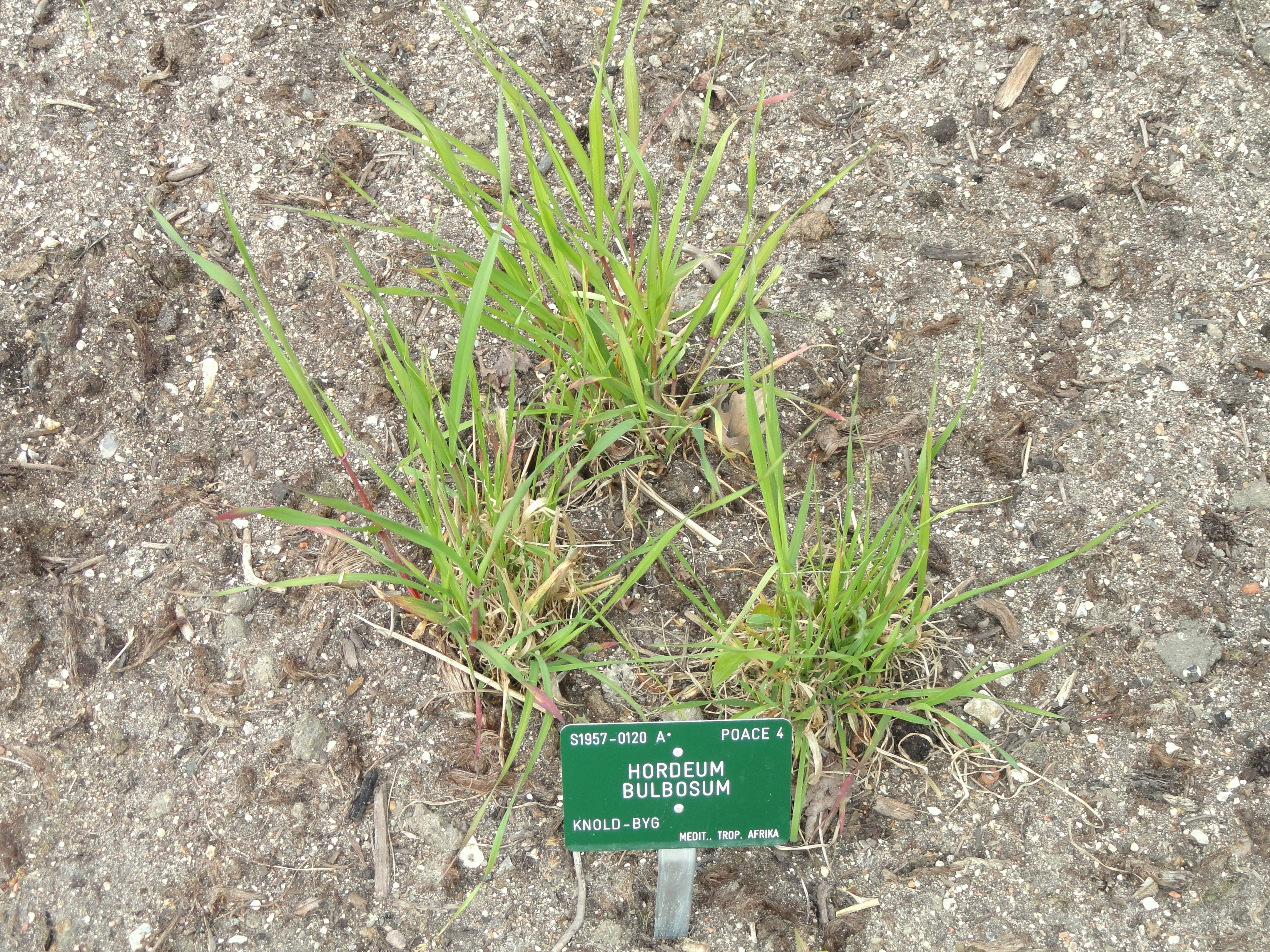
Hordeum bulbosum
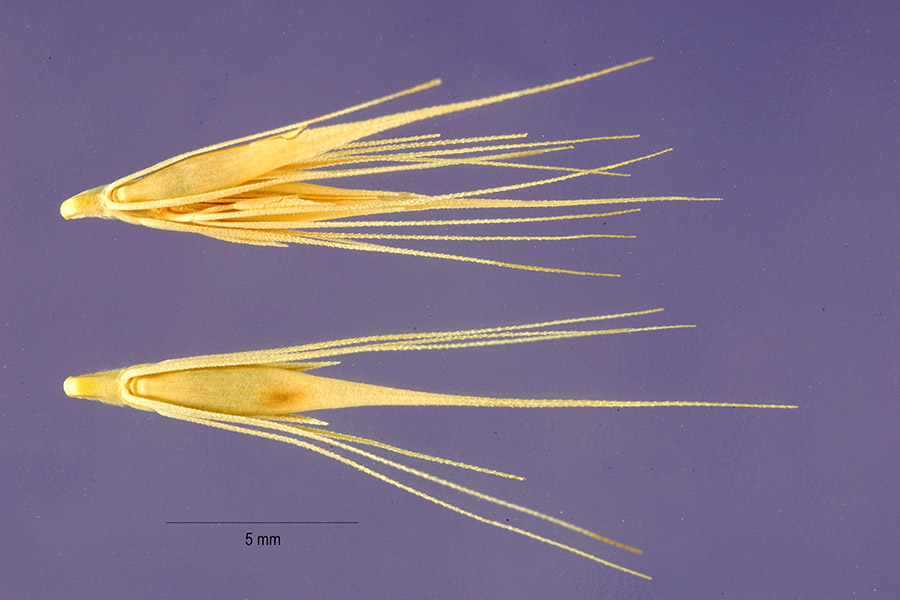
Hordeum depressum
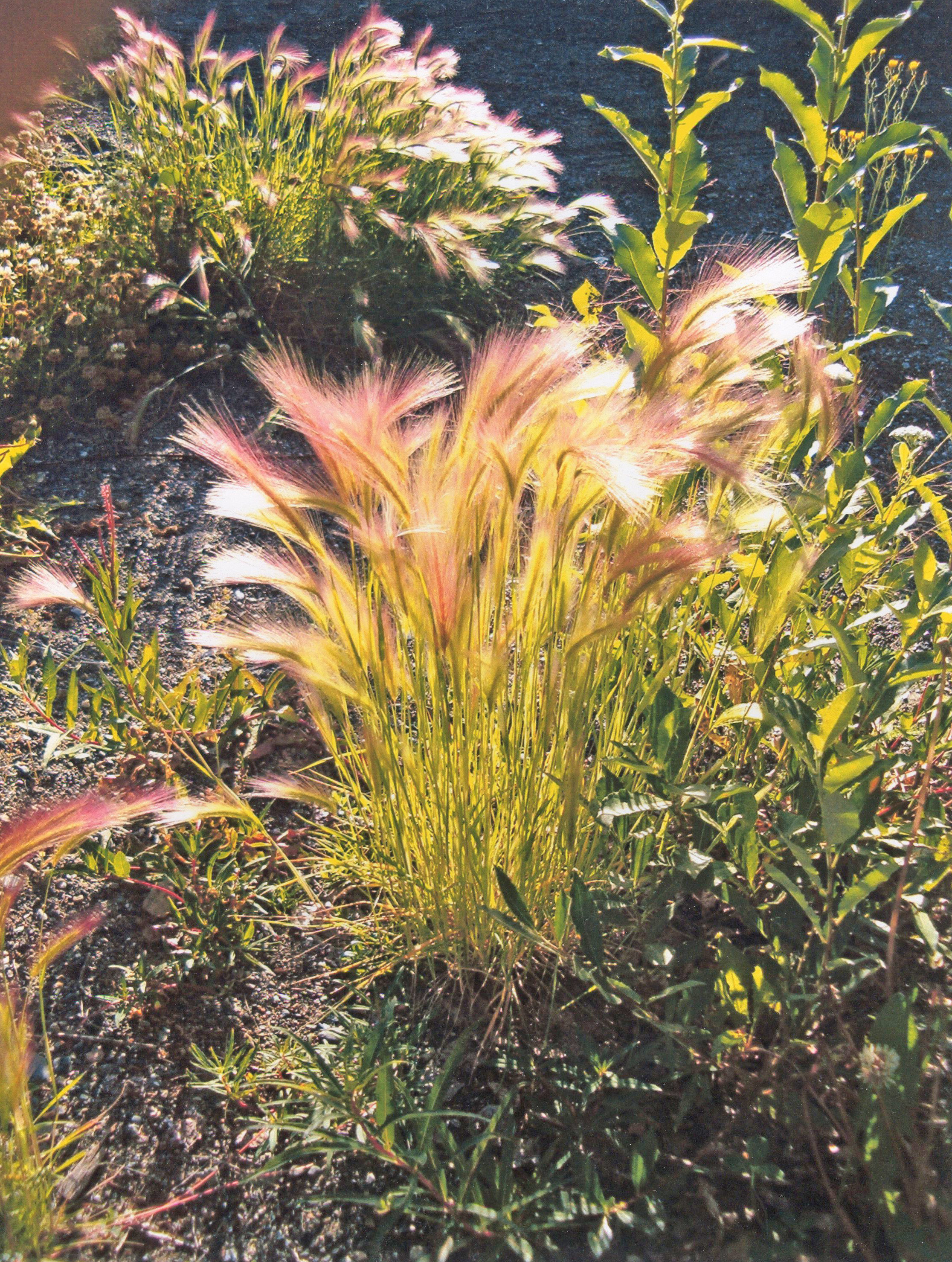
Hordeum jubatum
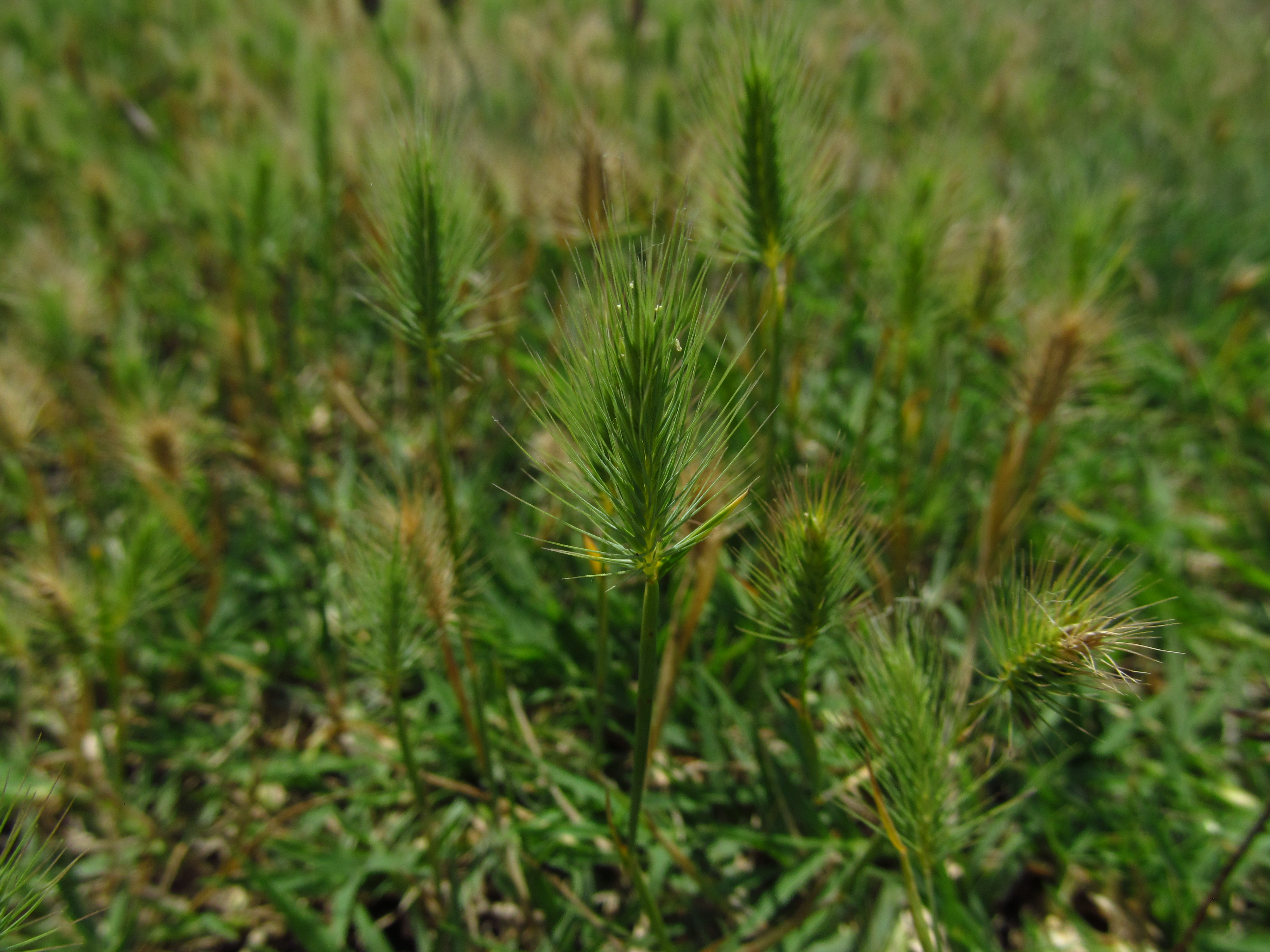
Hordeum marinum
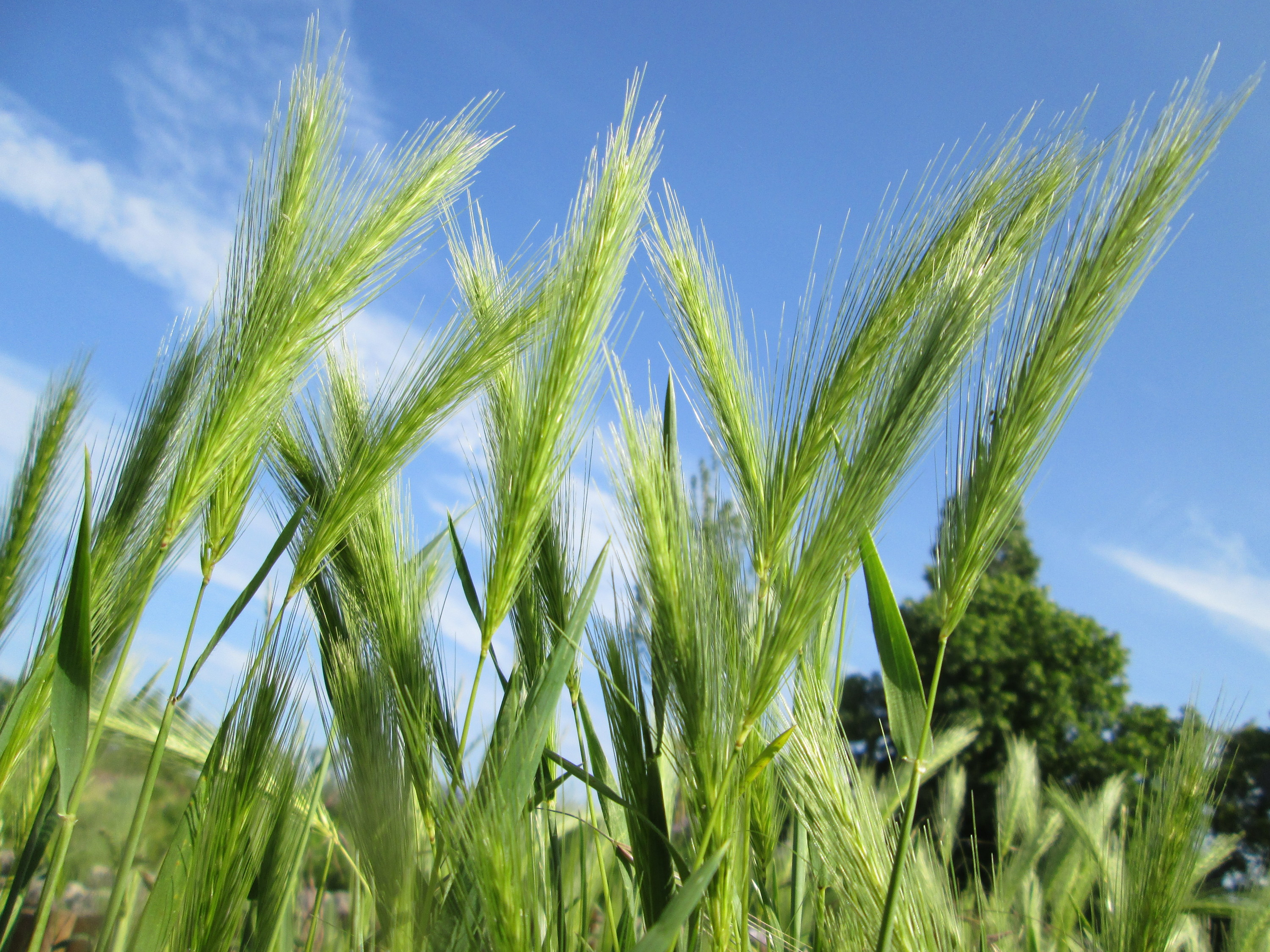
Hordeum murinum
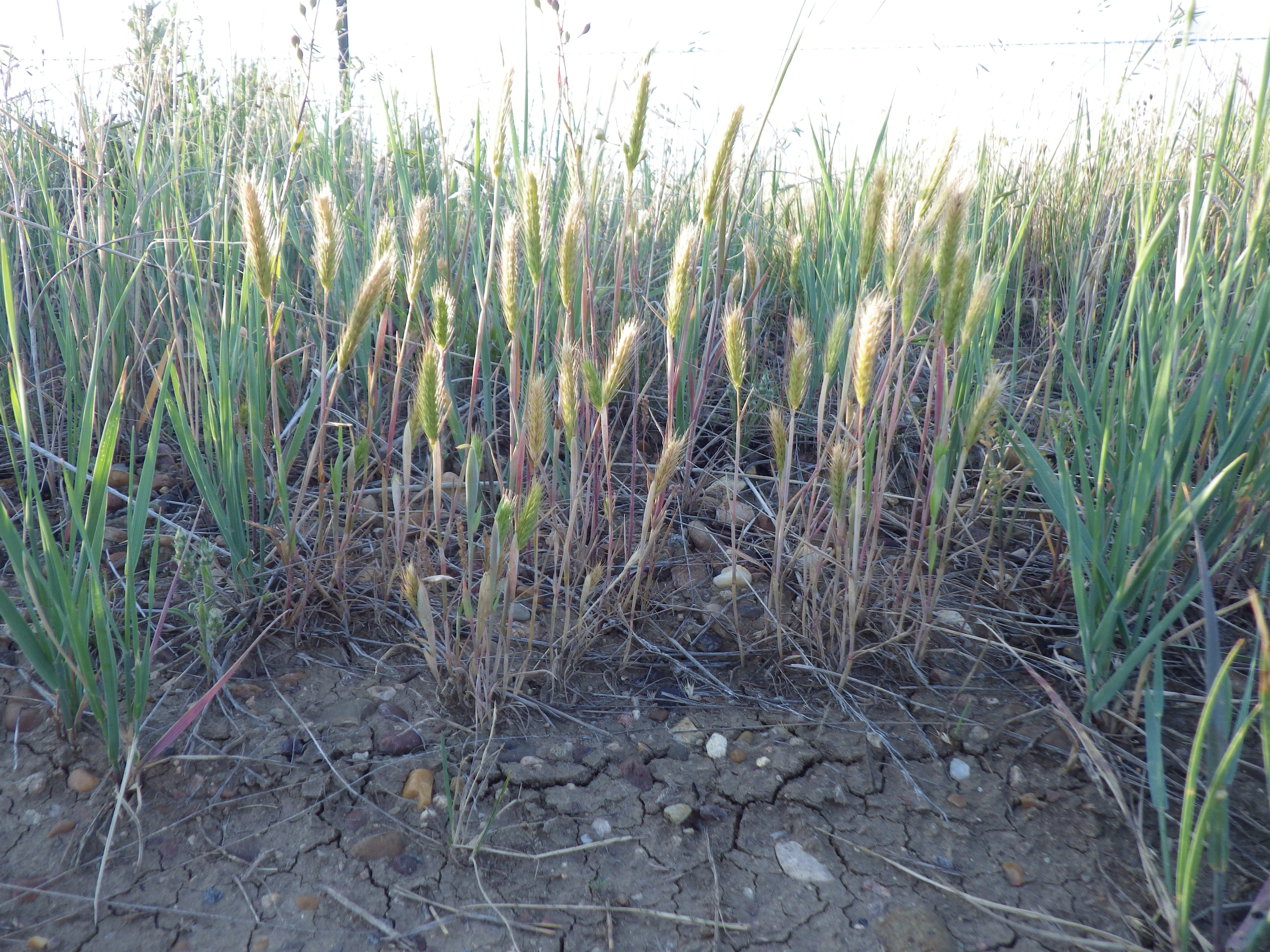
Hordeum pusillum
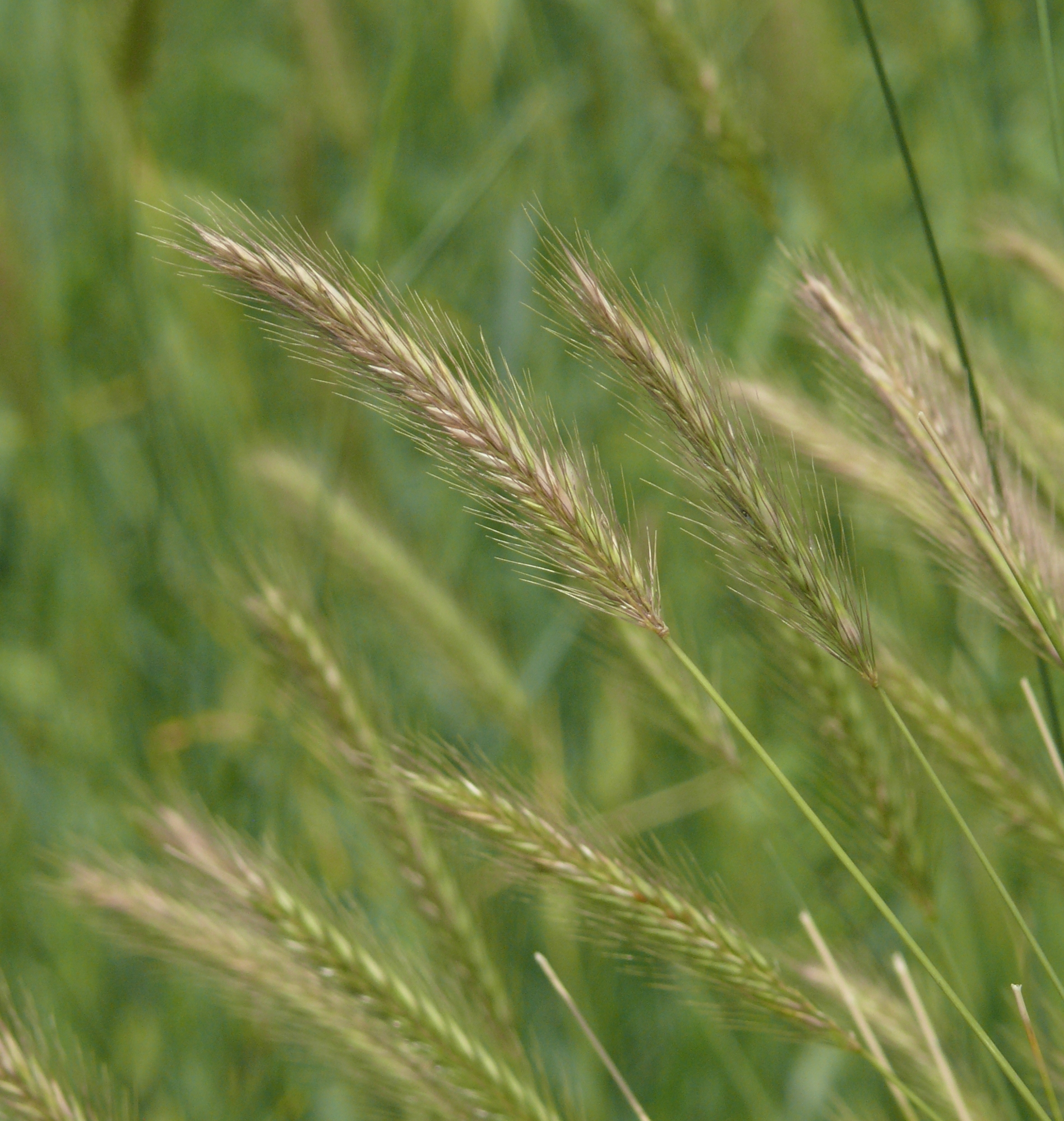
Hordeum secalinum
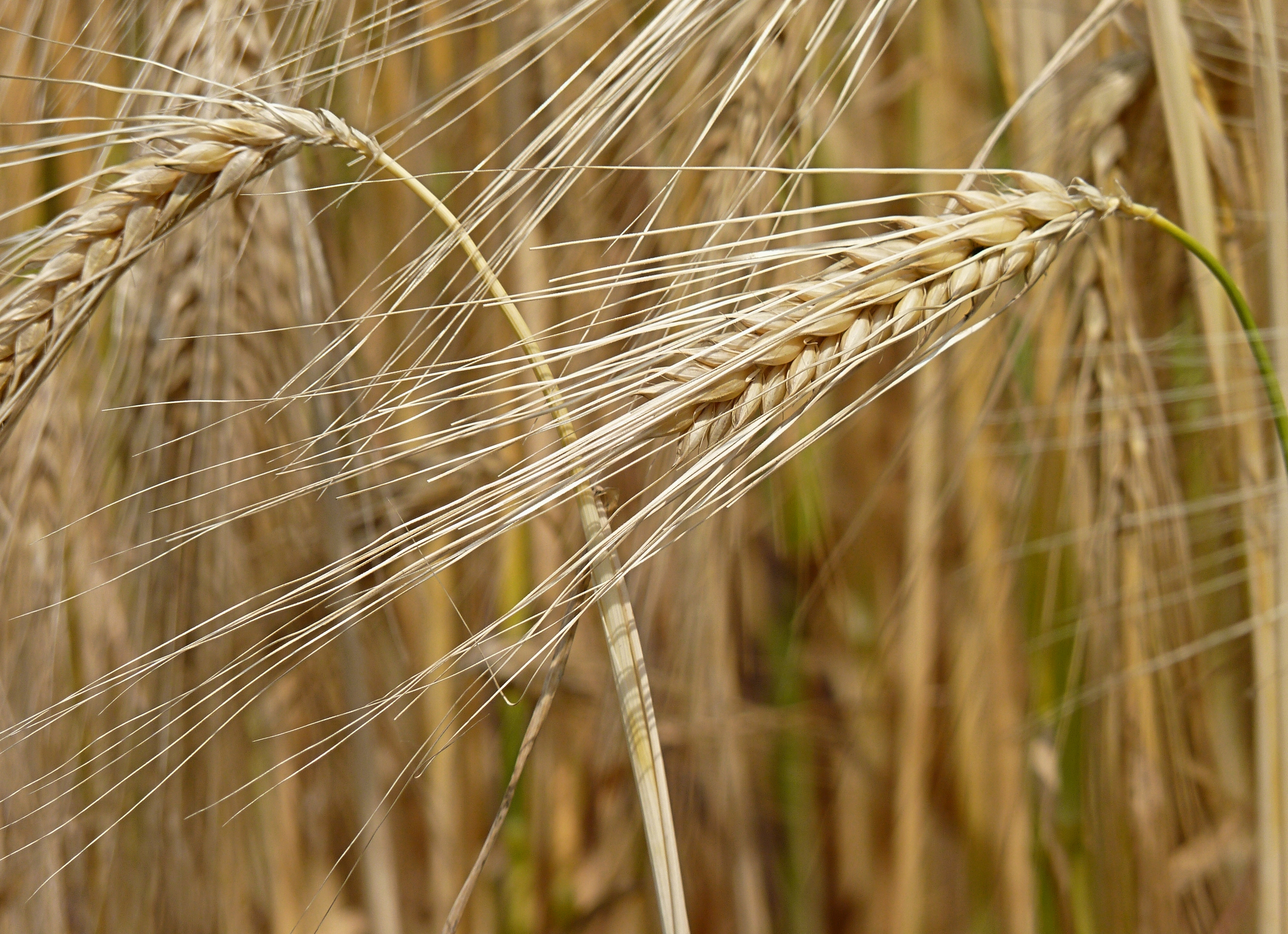
Hordeum vulgare
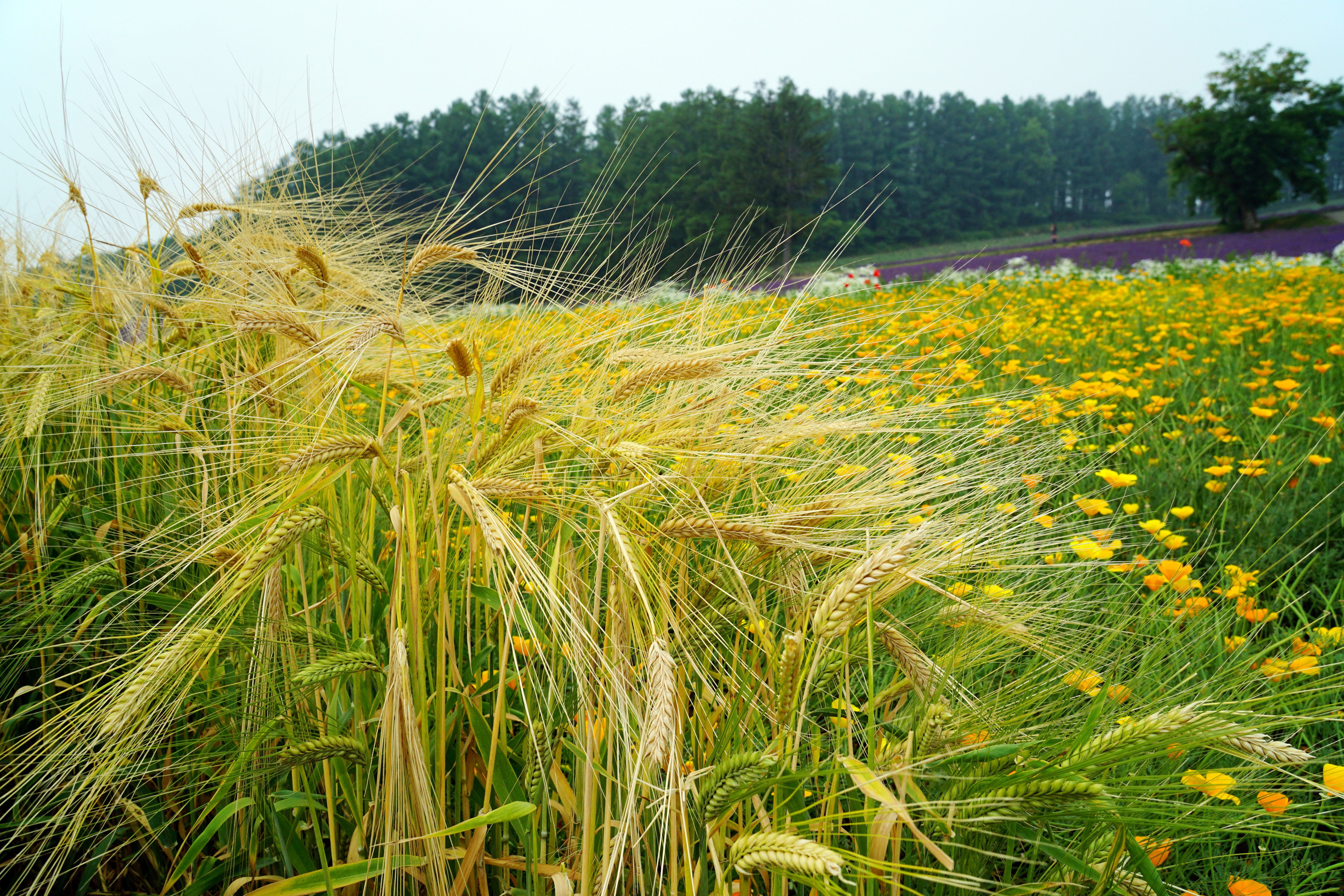
Hordeum vulgare subsp. distichon